# Larry Bird: A Basketball Legend
Pour l’article homonyme, voir Larry Bird.
Pour plus de détails, voir Fiche technique et Distribution.
Larry Bird: A Basketball Legend est un téléfilm documentaire américain écrit et réalisé par Jim Podhoretz et Larry Weitzman, sorti en 1991 retraçant la carrière sportive de Larry Bird. Le film a été diffusé en France avec les commentaires de George Eddy.

## Synopsis
Le documentaire s'intéresse au joueur de basketball américain Larry Bird, de sa jeunesse à French Lick dans l'Indiana, en passant par sa brillante carrière universitaire avant de retracer les 13 années passées avec les Boston Celtics qui l'ont conduit à devenir l'un des plus grands joueurs de l'histoire de la NBA. On retrouve tout au long du film des témoignages de ses proches, anciens coéquipiers et adversaires.

## Fiche technique
Sauf indication contraire, les informations mentionnées dans cette section peuvent être confirmées par la base de données cinématographiques IMDb,  présente dans la section « Liens externes ».
- Titre original : Larry Bird: A Basketball Legend
- Réalisation : Jim Podhoretz et Larry Weitzman
- Scénario : Jim Podhoretz et Larry Weitzman
- Photographie : Barry Winik
- Production : Jim Podhoretz et Larry Weitzman
- Société de production : NBA Entertainment
- Pays :  États-Unis
- Format : Couleur
- Genre : Documentaire
- Durée : 60 min
- Première diffusion : 1991

## Distribution
- Larry Bird : lui-même
- Daniel Stern (VF : George Eddy) : narrateur